# Vigilante 8 (série)
Vigilante 8 é uma série de jogos eletrônicos de corrida, com foco em combate veicular, publicada pela Activision em associação com Luxoflux, tem versões para o PlayStation, PlayStation 2, Dreamcast, Nintendo 64, Xbox 360, e Game Boy Color.

## Vigilante 8
Vigilante 8 é um jogo de combate de veículos de 1998 desenvolvido pela Luxoflux e publicado pela Activision para PlayStation, Nintendo 64 e Game Boy Color. Embora oficialmente não tenha conexão com a série Interstate '76 da Activision.

## Vigilante 8: 2nd Offense
Vigilante 8: 2nd Offense é um jogo de combate veicular de 1999 desenvolvido pela Luxoflux e publicado pela Activision para PlayStation, Dreamcast e Nintendo 64. é a sequência de Vigilante 8.

## Vigilante 8: Arcade
É remake do jogo original, foi lançado 5 de novembro de 2008 para Xbox Live Arcade.